# Citharizum
Citharizum (łac. Diœcesis Citharizenus) – stolica historycznej diecezji w Cesarstwie Rzymskim (prowincja Armenia III), współcześnie w Turcji. Jedynym wzmiankowanym w źródłach biskupem tej diecezji był Marianus (VII w.). Od XX w. katolickie biskupstwo tytularne, nieobsadzone od 1971.

## Biskupi tytularni
| Lp. | Biskup                        | Od              | Do                |
| --- | ----------------------------- | --------------- | ----------------- |
| 1   | Atanasio Soler y Royo OFMCap. | 31 grudnia 1906 | 21 listopada 1930 |
| 2   | Augustine-Antoine Roy MEP     | 4 grudnia 1930  | 21 grudnia 1937   |
| 3   | Pietro Massa PIME             | 29 marca 1938   | 11 kwietnia 1946  |
| 4   | Pio Alberto Fariña Fariña     | 7 września 1946 | 30 kwietnia 1971  |